# Stav beztíže

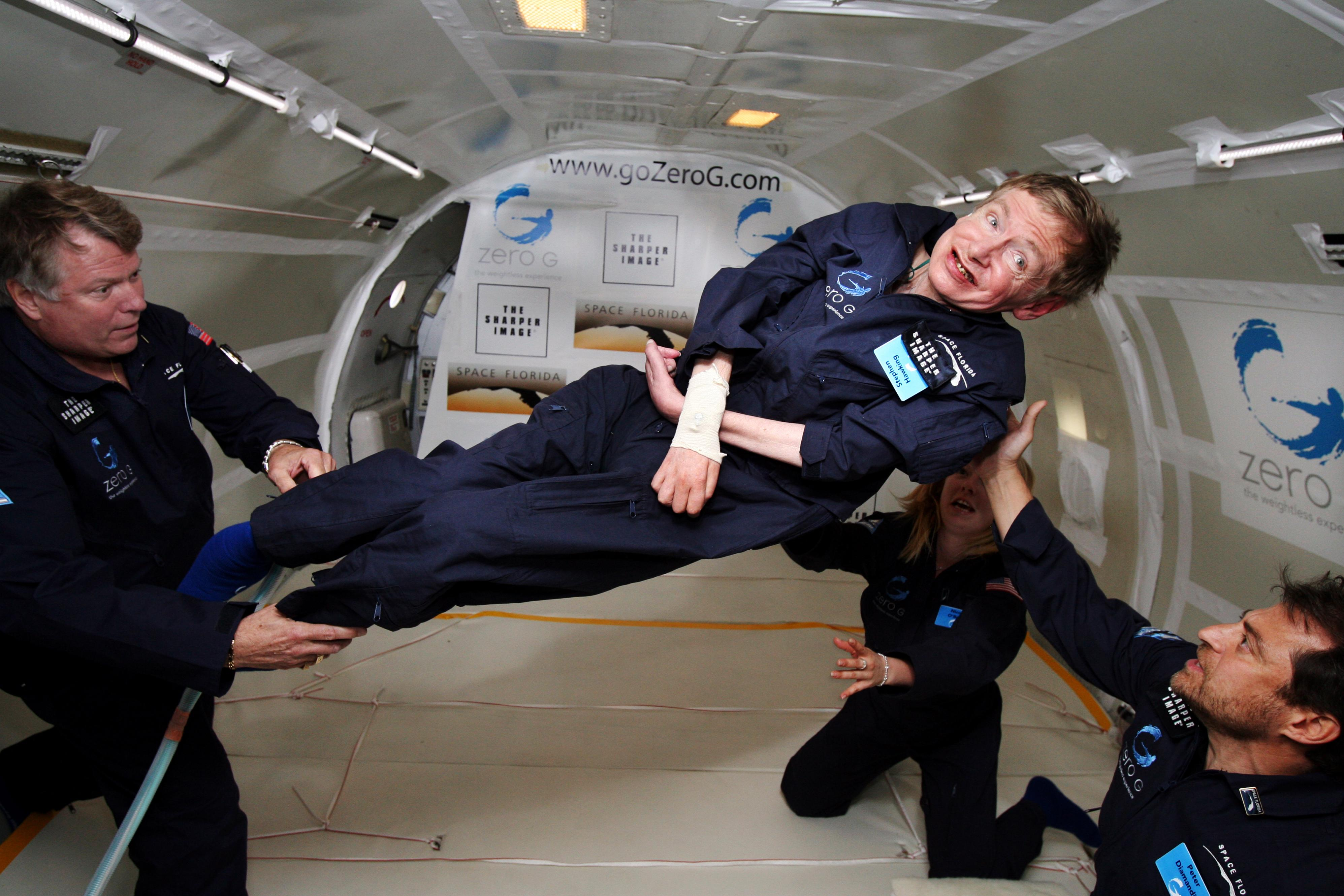
Stephen Hawking během parabolického letu zažívá stav beztíže

Stav beztíže je stav, během kterého na předmět nebo organismus nepůsobí tíha.
Obecně se těleso ocitá ve stavu beztíže při každém pohybu, který vykonává se zrychlením odpovídajícím směru a velikosti gravitačního pole.
Dokonalý stav beztíže je de facto nerealizovatelný, lze se mu pouze přiblížit a používání tohoto termínu je často zavádějící. Srovnáním s pozemskými podmínkami (1 G) je používaným termínem "mikrogravitace" pro tíži v řádu μg (10−6 G), často nesprávně používaný pro jakýkoliv stav „snížené gravitace“ (<1 G až 10−6G)
Stav beztíže lze tak zažít při libovolném výskoku nebo pádu, s tou výhradou, že v pozemských podmínkách odpor vzduchu neumožňuje dodržet zrychlení odpovídající gravitaci. Volný pád v atmosféře tak přejde z počátečního stavu beztíže do stavu normální tíže během několika sekund, když odpor vzduchu naroste natolik, že se rychlost pádu už nezvyšuje. Skok na trampolíně do výše 1 m (na povrchu Země) umožní strávit ve stavu snížené tíže (rušeným jen odporem vzduchu) dobu 0,9 sekundy. Stav beztíže trvá po celou dobu, kdy se těleso (člověk) pohybuje pouze setrvačností, tedy i během výstupu. Pohyb nemusí být nutně svislý, pak se těleso pohybuje po parabolické dráze. Ve větším měřítku lze takový pohyb vykonat s letadlem. Pokud pilot letadla dokáže letět po parabolické dráze, a udržovat přitom rychlost, jako by letadlo letělo setrvačností ve vzduchoprázdnu, zažívá posádka stav beztíže. Tímto způsobem lze beztížný stav vytvořit na dobu přibližně 25 sekund. Při pohybu po oběžné dráze planety jsou pak podmínky beztíže splněny trvale, s výjimkou nepatrných rušivých sil (zbytky atmosféry, tlak slunečního větru), které způsobují tzv. mikrogravitaci. Ve výšce 400 km nad Zemí, kde se pohybuje např. ISS, je gravitační pole slabší oproti povrchu Země jen o cca 11 %, přesto je rozšířena mylná představa, že beztížný stav je jakási vlastnost kosmického prostoru.

## Vliv na zdraví
Beztížný stav způsobuje krátkodobé i dlouhodobé fyziologické změny v živých organismech.

### Krátkodobé následky
U savců, tedy i u člověka se v rovnovážně-polohovém orgánu začnou volně pohybovat otolity, které na Zemi tlačí na smyslové buňky a tím udávají směr tíže. V beztížném stavu však otolity začnou dráždit smyslové buňky náhodně, což má za následek mořskou nemoc, dále pocity tupého tlaku v hlavě, případně žaludeční nevolnost. Po určité době (několika hodinách až dnech) se však rovnovážně-polohový aparát adaptuje na stav beztíže a nepříjemné příznaky se ztratí.

### Dlouhodobé následky
Mezi trvalejší efekty patří redistribuce kapalin uvnitř těla, hormonální změny, ochabování svalstva a vyplavování vápníku z těla. Mohou se také poškozovat játra. Redistribuce kapalin uvnitř organismu znamená, že krev se nahrne do horní poloviny těla, přičemž srdce je zvyklé, že ji musí pumpovat proti tíži. To u astronautů způsobuje zčervenání až opuchnutí tváří. V průběhu několika dní až týdnů se však cévy adaptují a objem krve se zmenší. Je také ovlivněn mozek i oči. Intenzivní tělesné cvičení spojené s podtlakovým zařízením pro dolní polovinu těla tyto nepříznivé účinky zmenšují a zabraňují také atrofii svalstva. Ztráta svalové hmoty je způsobená především sníženou fyzickou námahou, nízkou úrovní fyzického zatížení při práci a omezeným pohybem v kosmické lodi.